# Всемирный день анестезиолога
Всемирный день анестезио́лога или Всемирный день анестезии (англ. World Anaesthesia Day) отмечается 16 октября и уходит корнями в историческое событие 1846 года, когда зубной врач Уильям Мортон впервые продемонстрирвал удачное применение эфира как анестетика при операции по удалению поднижнечелюстной опухоли в Массачусетском госпитале, клинической базы Гарвардской медицинской школы.
Этот день празднуется Всемирной федерацией общества анестезиологов (World Federation of Societies of Anaesthesiologists) представляющей анестезиологов из более чем 150 стран.